# Leonid Wladimirowitsch Krawtschuk
Leonid Wladimirowitsch Krawtschuk (russisch Леонид Владимирович Кравчук; * 24. September 1950) ist ein russischer Physiker und Hochschullehrer.

## Leben
Krawtschuk absolvierte 1969 das Süduralpolytechnikum in Tscheljabinsk und arbeitete dann zwei Jahre lang als Schlosser im Tscheljabinsker Chemiekombinat Majak. Darauf studierte er am Moskauer Institut für Physikingenieurwesen (MIFI) mit Abschluss 1976.
Seit 1976 arbeitet Krawtschuk im Institut für Kernforschung der Akademie der Wissenschaften der UdSSR (AN-SSSR, seit 1991 Russische Akademie der Wissenschaften (RAN)) in Troizk. Mit seiner Untersuchung der radiotechnischen Parameter und Methodik für den Bau der Resonatoren für Beschleuniger der Moskauer Mesonenfabrik wurde er 1985 zum Kandidaten der technischen Wissenschaften promoviert. Darauf wurde er Leiter des Laboratoriums für Beschleuniger der Moskauer Mesonenfabrik.
1992 wurde Krawtschuk Vizedirektor des Instituts für Kernforschung der RAN. Mit seiner Untersuchung und dem Aufbau eines Linearbeschleunigersystems für die Beschleunigung von Wasserstoffionen wurde er 1994 zum Doktor der technischen Wissenschaften promoviert. 2015 wurde er Direktor des Instituts für Kernforschung der RAN als Nachfolger von Wiktor Anatoljewitsch Matwejew. In Betrieb gingen der bedeutendste russische Protonenbeschleuniger und eine Neutronenquelle. Medizinische Radioisotope werden produziert, und es gibt eine Anlage für die Strahlentherapie von Krebserkrankungen. Krawtschuk ist Professor am Lehrstuhl für fundamentale Wechselwirkungen und Kosmologie des Moskauer Instituts für Physik und Technologie. 2016 wurde er Korrespondierendes Mitglied der RAN.

## Ehrungen, Preise
- Medaille „Veteran der Arbeit“
- Preis der Regierung der Russischen Föderation für Wissenschaft und Technik für das Jahr 2000 (2001)
- Markow-Preis (2008 zusammen mit Stanislaw Pawlowitsch Michejew, Alexei Jurjewitsch Smirnow, Sergei Konstantinowitsch Jessin und Alexander Wladimirowitsch Feschtschenko)
- Gedenkmedaille zum 100. Geburtstag Leonid Fjodorowitsch Wereschtschagins (2009)
- Verdienstorden für das Vaterland II. Klasse (2012)
- Weksler-Preis der RAN (2015 zusammen mit Walentin Witaljewitsch Paramonow) (2015)